# Porotrichodendron glaziovii
Porotrichodendron glaziovii är en bladmossart som beskrevs av Roelof J.van der Wijk och Margadant 1961. Porotrichodendron glaziovii ingår i släktet Porotrichodendron och familjen Lembophyllaceae. Inga underarter finns listade i Catalogue of Life.